# Trường Đại học Giao thông vận tải Thành phố Hồ Chí Minh
Trường Đại học Giao thông vận tải Thành phố Hồ Chí Minh (tiếng Anh: University of Transport Ho Chi Minh City – UTH) là một đơn vị giáo dục công lập trực thuộc Bộ Xây Dựng. Trường Đại học Giao thông Vận tải Thành phố Hồ Chí Minh là trường đại học đa ngành thuộc lĩnh vực giao thông vận tải lớn nhất phía Nam Việt Nam. Trường có nhiệm vụ đào tạo nguồn nhân lực chất lượng cao cho lĩnh vực giao thông vận tải như hàng hải, hàng không, đường bộ, đường sông, đường sắt.
Năm 2023, Trường là một trong số các trường đứng đầu khu vực phía Nam và Việt Nam về đào tạo các ngành kỹ thuật ô tô, cơ khí, xây dựng, CNTT và logistics. Trường đã được hệ thống Đại học Quốc gia kiểm định và chứng nhận về chất lượng đào tạo của mình.

## Chất lượng đào tạo

### Kiểm định chất lượng đào tạo
Trường đã được hệ thống Đại học Quốc gia kiểm định và cấp chứng nhận kiểm định chất lượng cơ sở giáo dục chu kỳ 2 năm 2022.

### Bảng xếp hạng
Bảng xếp hạng Đại học Việt Nam, khối ngành Kỹ thuật - Công nghệ:
Theo bảng xếp hạng Vietnam's University Rankings (VNUR) năm 2023, Đại học Giao thông Vận tải TP. HCM đứng thứ 30 trong số 191 trường được đánh giá xếp hạng tại Việt Nam.
Bảng xếp hạng tổng quát, không liệt kê theo nhóm ngành:
Theo bảng xếp hạng Webometrics năm 2023, Đại học Giao thông Vận tải TP. HCM đứng thứ 30 trong bảng xếp hạng top 100 trường đại học tại Việt Nam.

## Lịch sử hình thành
- Ngày 18/05/1988, Bộ Giao thông vận tải và Bưu điện đã ra quyết định số 1252/TCCB-LĐ thành lập “Trung tâm đào tạo, bồi dưỡng tại chức Giao thông vận tải tại thành phố Hồ Chí Minh” và sau đó chuyển đổi thành “Trung tâm đại học Hàng hải phía Nam” (quyết định số 968/TCCB-LĐ ngày 14/01/1989).
- Ngày 20/08/1991, Bộ Giao thông vận tải có quyết định số 1665 QĐ/TCCB-LĐ chuyển đổi tổ chức và hoạt động của Trung tâm đại học Hàng hải phía Nam thành Phân hiệu Đại học Hàng hải trực thuộc trường Đại học Hàng hải.
- Cùng với sự phát triển kinh tế xã hội của cả nước, nhu cầu xây dựng cơ sở vật chất, hạ tầng và phát triển các chuyên ngành vận tải đường biển, đường sông, đường bộ, đường sắt, hàng không của các tỉnh phía Nam, đòi hỏi cần có đội ngũ cán bộ khoa học kỹ thuật, quản lý ngành giao thông vận tải đủ trình độ đáp ứng yêu cầu phát triển. Bên cạnh đó Phân hiệu Đại học Hàng hải sau 10 năm xây dựng đã trở thành cơ sở đào tạo chính quy, hoạt động tương đối độc lập về tổ chức và tài chính, có đội ngũ giảng viên và cán bộ quản lý nhiều kinh nghiệm, cơ sở vật chất và nghiên cứu khoa học, quan hệ trong nước và quốc tế rộng rãi. Ngày 26/04/2001, Thủ tướng Chính phủ đã có quyết định số 66/2001/QĐ-TTg thành lập Trường Đại học Giao thông vận tải TP.HCM trực thuộc Bộ Giao thông vận tải trên cơ sở Phân hiệu Đại học hàng hải.

## Thành tích tiêu biểu[6]
- Cơ sở vật chất của nhà trường được xây dựng ngày càng hoàn thiện như: phòng học, ký túc xá, nhà xưởng, phòng thực hành, phòng thí nghiệm, phòng sản xuất thử tại các cơ sở (quận Bình Thạnh, Quận 12, Thủ Đức và Vũng Tàu), đóng mới tàu thực tập…Công tác đào tạo, bồi dưỡng cán bộ, giáo viên được triển khai mạnh mẽ, chiến lược gởi giáo viên sang học tập ngắn hạn và dài hạn ở các nước phát triển đạt hiệu quả cao.
- Ngoài công tác đào tạo sinh viên, trường còn bồi dưỡng, nâng cao kiến thức, đào tạo nguồn nhân lực giao thông vận tải cho các tỉnh phía Nam về đường bộ, đường sắt, hàng không dân dụng…
- Nhiều dự án liên doanh đã và đang triển khai thành công như: dự án liên doanh huấn luyện xuất khẩu thuyền viên giữa Tập đoàn đào tạo vận tải biển và giao thông (STC – Hà Lan) và Trường Đại học Giao thông Vận tải Thành phố Hồ Chí Minh; dự án viện trợ của chính phủ Na Uy về các phòng mô phỏng; viện trợ của chính phủ Đan Mạch về các khóa ngắn hạn nâng cao năng lực cho thuyền viên Việt Nam; dự án DANIDA về phà ở đồng bằng sông Cửu Long; dự án với cộng đồng châu Âu; các dự án nâng cao năng lực nghiên cứu khoa học cho các ngành điện – điện tử viễn thông, cơ khí, thư viện điện tử…
- Nhiều đề tài nghiên cứu khoa học thành công như đề tài khoa học quốc tế "Mạng vận tải biển châu Á", đặc biệt Hội đồng khoa học cấp Nhà nước đánh giá xuất sắc và nghiệm thu đề tài khoa học kỹ thuật "Mô phỏng điều khiển các thiết bị giao thông vận tải" của Trường.
- Chính những thành tích tiêu biểu nêu trên, Trường được Nhà nước phong tặng Huân chương Lao động hạng 3 và nhiều bằng khen của Bộ Giao thông Vận tải, Bộ Giáo dục và Đào tạo, Liên Đoàn Lao động, Thành Đoàn Thành phố Hồ Chí Minh. Đảng bộ trường ĐH Giao thông Vận tải Thành phố Hồ Chí Minh được công nhận 5 năm liền là Đảng bộ trong sạch vững mạnh.

## Hợp tác quốc tế
Ngoài những dự án đã và đang được triển khai thành công trên, Trường đã có mối quan hệ hợp tác tốt đẹp với doanh nghiệp, nhiều trường và viện quốc tế: THACO, VM Motor, Viện Hàn lâm Khoa học Liên bang Nga, Đại học Hàng hải Hà Lan, Úc; Đại học cầu đường Đài Loan, Nhật Bản, Trung Quốc… 
Trường Đại học Giao thông Vận tải Tp. HCM là thành viên của các tổ chức sau:
- Thành viên Hiệp hội Xúc tiến Khoa học Nhật Bản về giao thông thủy, quy hoạch cảng biển.
- Thành viên chính thức của Hiệp hội các Viện giáo dục và đào tạo Hàng hải châu Á Thái Bình Dương (AMETIAP).
- Thành viên Hiệp hội quốc tế các Trường Đại học Hàng hải (IAMU)